# Droga N36 (Holandia)
Autostrada A36 (nl. Rijksweg 36) – autostrada w Holandii zaczynająca się na rondzie Arriërveld – N48. Do węzła Wierden – A35.